# Trương Văn Hiến
Trương Văn Hiến (張文獻) là thầy dạy học của ba thủ lĩnh của phong trào Tây Sơn là Nguyễn Nhạc, Nguyễn Huệ và Nguyễn Lữ trong lịch sử Việt Nam.

## Tiểu sử
Trương Văn Hiến là người Nghệ An , giỏi văn và giỏi võ. Có thuyết  nói rằng ông là anh em thúc bá (anh em con chú con bác) với Trương Văn Hạnh (là một đại thần thờ chúa Nguyễn Phúc Khoát); có thuyết rằng ông chỉ là môn khách của ông ấy .
Tháng 7 năm 1765, chúa Nguyễn Phúc Khoát mất, để lại di chiếu nhường ngôi cho công tử thứ hai là Nguyễn Phúc Luân. Tuy nhiên, do biết Phúc Luân là người thông minh, quyết đoán khó lấn quyền được nên Trương Phúc Loan đã âm mưu cùng Thái giám Chữ Đức (khuyết họ) và Chưởng dinh Nguyễn Cửu Thông bắt giam công tử Luân, giết chết hai thầy học của Phúc Luân là Nội hữu Cai cơ Trương Văn Hạnh và Thị giảng Lê Cao Kỷ, đồng thời giả chiếu chỉ đưa công tử thứ mười sáu là Nguyễn Phúc Thuần mới 12 tuổi lên ngôi Chúa xưng hiệu là Định Vương. Khi ấy, Trương Văn Hiến sợ bị vạ lây bèn bỏ vào Nam.
Trên đường đi, Trương Văn Hiến có vào nghỉ chân trong một ngôi chùa, và trò chuyện với sư trụ trì Trí Viễn. Theo lời khuyên của thiền sư, Trương Văn Hiến vào Quy Nhơn lập nghiệp.
Nguyên tại ngoại thành Quy Nhơn có một bậc phú gia tên Phan Nghĩa, vốn là người đôn hậu, giao thiệp rộng rãi. Một hôm, ông Hiến bất ngờ thấy nhà ông Nghĩa bị kẻ cướp đến phá phách, nên xông vào cứu nguy, bảo toàn được cơ nghiệp cho họ Phan. Cảm ơn nghĩa ấy, ông Nghĩa đã giúp cho ông Hiến mở trường dạy văn và dạy võ ở Tuy Viễn .
Nghe tiếng đồn ông Hiến là thầy giỏi, ông Hồ Phi Phúc liền cho ba người con đến học. Ba người con ấy, sau đổi sang họ Nguyễn, rồi trở thành ba thủ lĩnh của phong trào Tây Sơn, đó là Nguyễn Nhạc, Nguyễn Huệ và Nguyễn Lữ. Trong suốt quá trình dựng nghiệp của anh em Nguyễn Nhạc, ông Hiến chỉ góp ý chứ không trực tiếp tham gia dù được họ thiết tha mời. Theo tài liệu, thì phò mã Trương Văn Đa (con rể của Nguyễn Nhạc) chính là con trai của ông .
Trương Văn Hiến mất năm nào không rõ.